# Fremantle (España)
Fremantle (España) es una productora audiovisual, filial de la compañía británica Fremantle. Empezó a operar en España durante la década de los años 90. La empresa tiene su sede central en Madrid y es propiedad del grupo Bertelsmann.

## Historia

##### Series
Web Therapy es una serie de televisión en línea en la que Lisa Kudrow interpreta a Fiona Wallice, una terapeuta que implementa un nuevo método de terapia, la "Terapia de Web". En su opinión, la versión tradicional de las terapias de cincuenta minutos deja espacio para que los pacientes hablen sobre cosas irrelevantes. El acortamiento del período de sesiones a sólo tres minutos pretende lograr resultados más rápidos ya que en este caso el enfoque de la consulta es volver a lo que es relevante. Sus sesiones se realizan a través de cámaras web, y se mantiene con la esperanza de atraer a los inversores a hacer su técnica una nueva opción de tratamiento en todo el mundo.

##### Programas
Factor X es un programa de televisión, un concurso de telerrealidad español, basado en el formato británico The X Factor, presentado por Nuria Roca (primera y segunda edición) y Jesús Vázquez (tercera edición). Esta producido por Grundy y fue emitido por Cuatro, durante las dos primeras ediciones, entre 2007 y 2008, y desde su tercera edición en 2018 se emite en Telecinco.
Tienes talento fue un programa de televisión producido por Grundy para el canal de televisión Cuatro. Presentado por Nuria Roca, el programa comenzó a emitirse el 25 de enero de 2008. El espacio fue la versión española del formato original Britain's Got Talent, creado por Simon Cowell y que vendió a varios países.
Got Talent España es un programa de televisión producido por Fremantle que se emitió por primera vez el 13 de febrero de 2016 en Telecinco. Es conducido por Santi Millán, y el espacio es la versión española del formato original Britain's Got Talent, creado por Simon Cowell y que vendió a varios países.
Granjero busca esposa fue un reality presentado por Luján Argüelles durante las primeras cuatro ediciones y por Carlos Lozano en la quinta y la sexta edición. El programa se emitió en la cadena de televisión española Cuatro, y en él 10 granjeros conocían y convivían con mujeres de la ciudad en las que tenían que elegir a su esposa. Granjero busca esposa era la adaptación del formato Farmer Wants a Wife, estrenado en 2001 en la cadena ITV de Reino Unido y que ha sido versionado en numerosos países como Estados Unidos, Alemania, Australia o Francia.
A cara de perro fue un programa de televisión de España que se emitió cada miércoles, a las 00:45, en Cuatro de Mediaset España. El programa se estrenó el 14 de junio de 2017 y finalizó el 19 de julio de 2017 y es presentado por el exboxeador Javier Roche más conocido como 'El chatarrero'.
Me lo dices o me lo cantas fue un programa de televisión español producido por FremantleMedia y emitido en Telecinco cada martes entre el 25 de julio y el 29 de agosto de 2017. El formato fue presentado por Jesús Vázquez, y contó con un jurado formado por Yolanda Ramos, Santi Millán, Cristina Rodríguez y Jorge Cadaval.
Adivina qué hago esta noche es un concurso de televisión español presentado por Santi Millán. La primera temporada del programa, producido por Fremantle, se emitió cada lunes, a las 22:45 horas, desde el 13 de mayo de 2019, en Cuatro.
Me quedo contigo es un dating show emitido por Telecinco desde el 25 de julio de 2019. El programa, que es la adaptación del formato australiano Taken Out, cuenta con la producción de Fremantle y es presentado por Jesús Vázquez. Cabe destacar que el programa ya fue adaptado en 2009 para Cuatro con el nombre de Elígeme, presentado por Carlos Baute, aunque entonces eran las propias chicas (sin sus madres) las que tomaban las decisiones.
Donde menos te lo esperas es un programa de citas producido por Fremantle y emitido en Cuatro desde el 20 de septiembre de 2019.
Idol Kids fue un concurso de talentos español producido por Fremantle y emitido en Telecinco en 2020 el programa, que es la primera adaptación en España de un formato de la franquicia Idols, será presentado por Jesús Vázquez.
Mask Singer: adivina quién canta es un concurso musical en el que personalidades conocidas se disfrazan con una máscara para esconder su identidad, mientras el jurado (junto con el público) debe averiguar quién es el famoso que está cantando. La adaptación española del programa se estrenó el miércoles 4 de noviembre de 2020 en Antena 3.
Pesadilla en El Paraíso (anteriormente conocido como La Granja o Acorralados) es un programa de telerrealidad y la versión española del formato The Farm, desarrollado por la productora sueca Strix. El formato está situado en una granja en un entorno rural, y sigue a un grupo de concursantes que deben colaborar para salir adelante en un entorno rural, sin las comodidades que la sociedad ha incorporado a lo largo del último siglo.
 Martínez y hermanos es un programa de televisión español que se emite en #0 por Movistar Plus+. Se estrenó el 21 de abril de 2022 y es presentado por Dani Martinez.
¡Viva la fiesta! es una gala musical española, producida por Fremantle y emitida anualmente en Nochebuena y Nochevieja en Telecinco. Se estrenó el 24 de diciembre de 2021 con Joaquín Prat y Lara Álvarez como presentadores, mientras que en 2022 fueron Jesús Vázquez y Verónica Dulanto los encargados de conducir las galas.

## Producciones

### Programas
| Programa(s)                            | Cadena(s)          | Presentador/a                               | Estreno                  | Final                    | Estado     |
| -------------------------------------- | ------------------ | ------------------------------------------- | ------------------------ | ------------------------ | ---------- |
| Factor X                               | Cuatro y Telecinco | Nuria Roca / Jesús Vázquez                  | 28 de mayo de 2007       | 5 de julio de 2018       | Finalizada |
| Granjero busca esposa                  | Cuatro             | Luján Argüelles / Carlos Lozano             | 19 de septiembre de 2008 | 10 de enero de 2018      | Finalizada |
| 24 kilates                             | DMAX               | Pablo Cimadevila y sus hermanos             | 29 de mayo de 2015       | 26 de junio de 2015      | Finalizada |
| Got Talent España                      | Telecinco          | Santi Millán                                | 13 de febrero de 2016    | actualidad               | En emisión |
| Caos F.C                               | Movistar+          | Michael Robinson y Raúl Ruiz                | 24 de noviembre de 2016  | 15 de enero de 2018      | Finalizada |
| El viaje de tu vida                    | CMM TV             |                                             | 13 de diciembre de 2016  | 14 de marzo de 2017      | Finalizada |
| A cara de perro                        | Cuatro             | Javier Roche                                | 14 de junio de 2017      | 19 de julio de 2017      | Finalizada |
| Me lo dices o me lo cantas             | Telecinco          | Jesús Vázquez                               | 25 de julio de 2017      | 29 de agosto de 2017     | Finalizada |
| Xtra Factor                            | Divinity           | Nando Escribano                             | 16 de abril de 2018      | 5 de julio de 2018       | Finalizada |
| Family Duo                             | À Punt             | Joan Espinosa                               | 22 de septiembre de 2018 | 7 de julio de 2019       | Finalizada |
| Family Duo Extra                       | À Punt             | Sonia Fernández                             | 22 de septiembre de 2018 | 30 de mayo de 2019       | Finalizada |
| Adivina qué hago esta noche            | Cuatro             | Santi Millán                                | 13 de mayo de 2019       | 17 de septiembre de 2020 | Finalizada |
| Me quedo contigo                       | Telecinco y Cuatro | Jesús Vázquez                               | 25 de julio de 2019      | 22 de noviembre de 2019  | Finalizada |
| Donde menos te lo esperas              | Cuatro             | Santi Millán                                | 20 de septiembre de 2019 | 8 de noviembre de 2019   | Finalizada |
| Idol Kids                              | Telecinco          | Jesús Vázquez y Carlos Marco / Lara Álvarez | 7 de septiembre de 2020  | 7 de septiembre de 2022  | Finalizada |
| Mask Singer: adivina quién canta       | Antena 3           | Arturo Valls                                | 4 de noviembre de 2020   | actualidad               | En emisión |
| Odio, de Dani Rovira                   | Netflix            | Dani Rovira                                 | 12 de febrero de 2021    | 12 de febrero de 2021    | Finalizada |
| The Dancer                             | La 1               | Ion Aramendi y Sandra Cervera               | 5 de abril de 2021       | 7 de junio de 2021       | Finalizada |
| El precio justo                        | Telecinco          | Carlos Sobera                               | 5 de abril de 2021       | 18 de junio de 2021      | Finalizada |
| Top Star: ¿Cuánto vale tu voz?         | Telecinco          | Jesús Vázquez                               | 7 de mayo de 2021        | 3 de julio de 2021       | Finalizada |
| Family Feud: la batalla de los famosos | Antena 3           | Nuria Roca                                  | 30 de julio de 2021      | 10 de septiembre de 2021 | Finalizada |
| Amor con fianza                        | Netflix            | Mónica Naranjo                              | 11 de noviembre de 2021  | actualidad               | En emisión |
| ¡Viva la fiesta!                       | Telecinco          | Jesús Vázquez y Verónica Dulanto            | 24 de diciembre de 2021  | actualidad               | En emisión |
| Pesadilla en El Paraíso                | Telecinco          | Lara Álvarez y Carlos Sobera                | 8 de septiembre de 2022  | 23 de febrero de 2023    | Finalizada |
| Martínez y Hermanos                    | 0 por M+           | Dani Martinez                               | 21 de abril de 2022      | actualidad               | En emisión |
| Password                               | Antena 3           | Cristina Pedroche                           | 2023                     |                          | En emisión |

### Series
| Serie(s)    | Cadena(s) | Protagonista(s) | Estreno              | Final              | Estado     |
| ----------- | --------- | --------------- | -------------------- | ------------------ | ---------- |
| Web Therapy | Movistar+ | Eva Hache       | 2 de febrero de 2016 | 17 de mayo de 2016 | Finalizada |